# Nijverheidsbrug
Nijverheidsbrug (în română Podul Industrial) este un pod basculant peste canalul Bruxelles-Escaut, care funcționează în Ruisbroek, un sector din comuna belgiană Puurs-Sint-Amands. Situat la kilometrul fluvial 28,5, podul este traversat de calea ferată 52, care conectează Puurs cu orașul Anvers. Structura podului este metalică, de tip grinzi cu zăbrele. Podul este proprietatea administrației flamande a apelor interioare, De Vlaamse Waterweg nv, însă infrastructura feroviară aparține Infrabel, compania federală belgiană de profil.
În stare nebasculată, gabaritul de navigație este de 4,34 m, iar înălțimea de liberă trecere de 4,64 m. Podul basculează de circa 5000 de ori pe an pentru a permite trecerea navelor și este închis de circa două ori pe oră pentru a asigura traficul feroviar. 
A fost aleasă soluția unui pod basculant deoarece construirea unui pod cu o înălțime liberă mai mare ar fi implicat și realizarea unui pod feroviar mai înalt peste râul Rupel, ceea ce ar fi crescut în mod semnificativ costurile. Podul a fost modernizat în martie 2017 și include aproximativ 20 km de cabluri și 4000 de conexiuni în tablourile de siguranțe. Toate sistemele de acționare și cele de siguranță sunt dublate, pentru a exista întotdeauna o soluție de rezervă în cazul unei eventuale avarii.

## Galerie de imagini

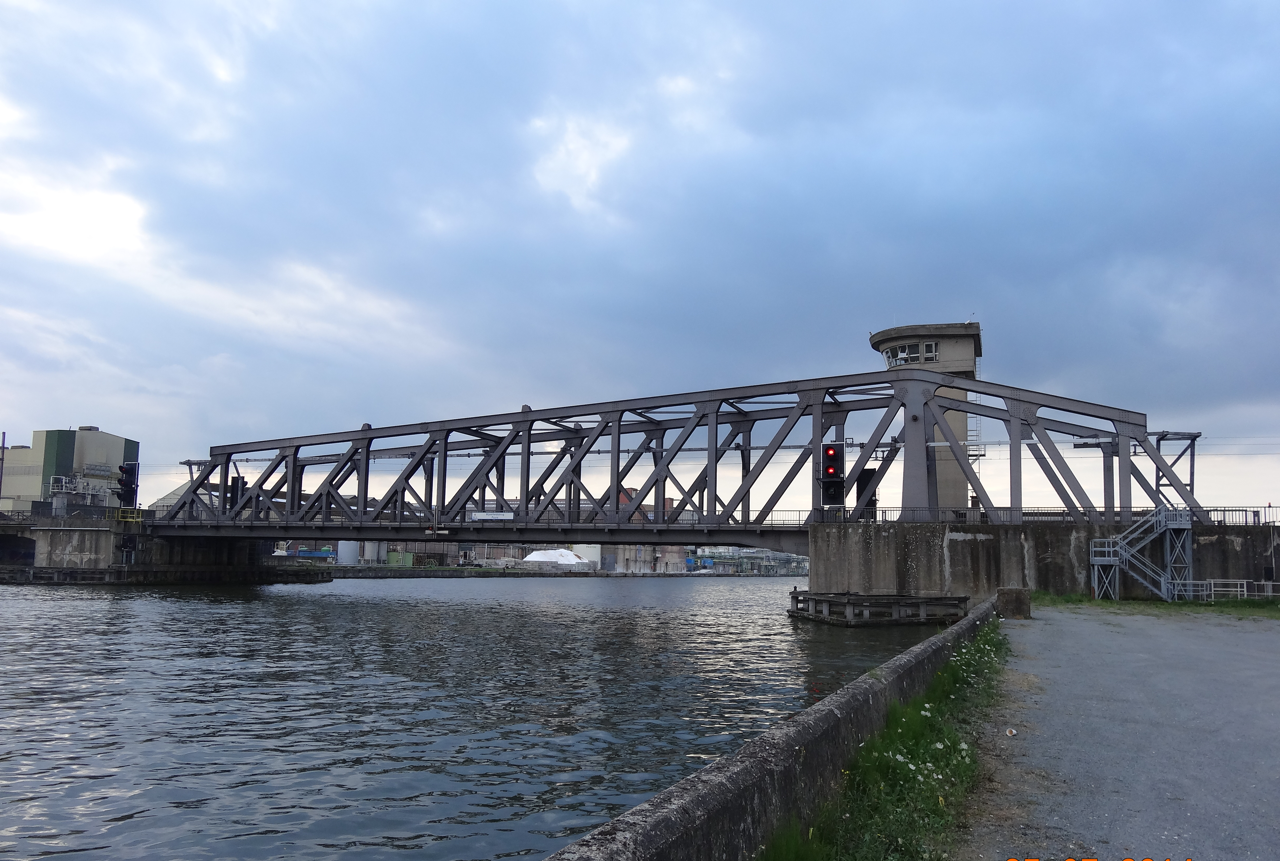
Podul nebasculat
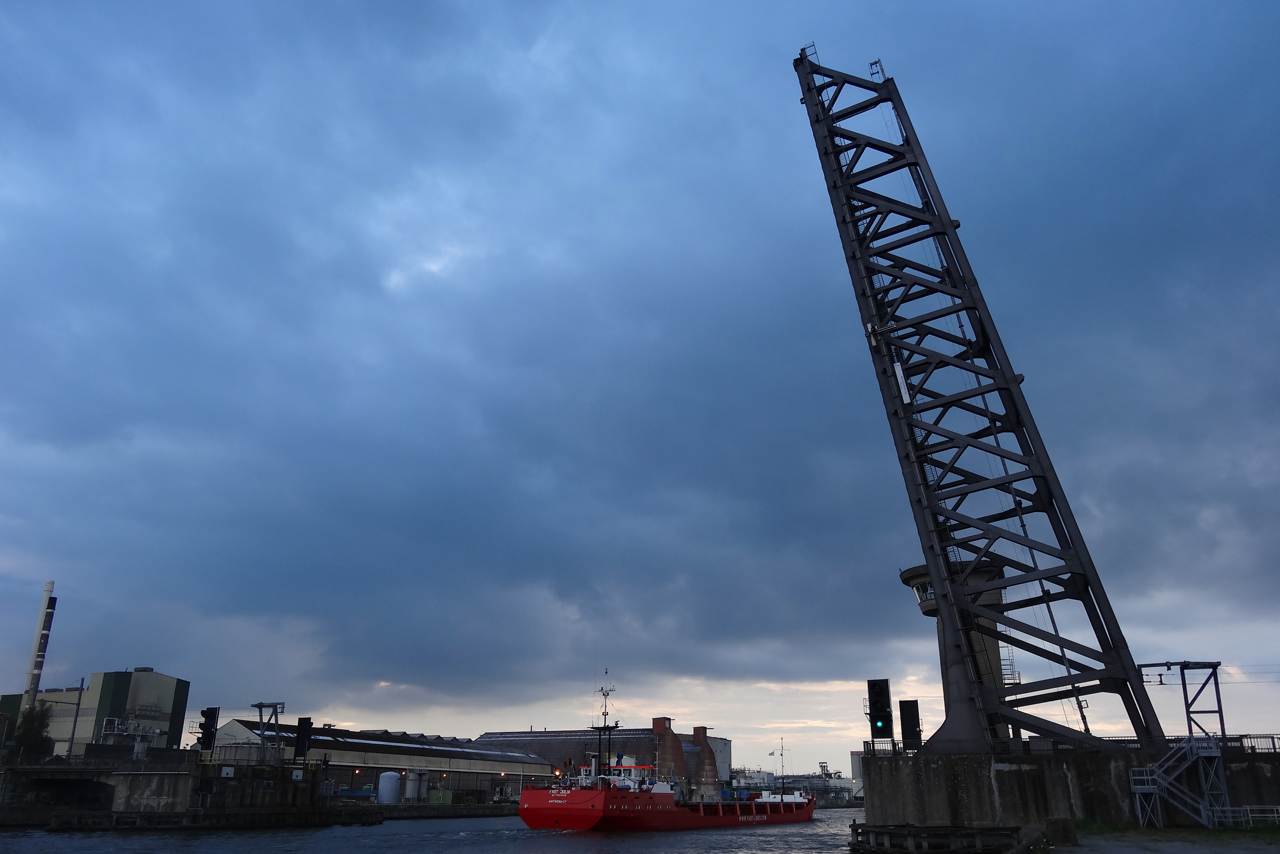
Podul Industrial basculat pentru trecerea unei nave